# Sarcophaga mariobezzii
Sarcophaga mariobezzii är en tvåvingeart som beskrevs av Thomas Pape 1991. Sarcophaga mariobezzii ingår i släktet Sarcophaga och familjen köttflugor. Inga underarter finns listade i Catalogue of Life.